# Bissert

Bissert 	es una localidad y comuna francesa, situada en el departamento del  Bajo Rin en la región de Alsacia.

## Demografía
| 187 | 190 | 174 | 135 | 133 | 157 |
| Para los censos de 1962 a 1999 la población legal corresponde a la población sin duplicidades (Fuente: INSEE [Consultar]) |     |     |     |     |     |